# 右脳くん
右脳くん （うのうくん、????年1月19日）は、鳥取県倉吉市出身のYouTuber。

## 概要
主にYouTubeにてASMRの動画を投稿をしたり配信をしている。最近では、YouTubeに限らずZOWAでの投稿やサブスクリプションでの配信を行なっている。
2021年にはASMRクリエーター初となるLINEmusic
デイリーランキング・ウィークリーランキング入り。

## ファンネーム
ファンの総称として「左脳ズ」が挙げられる。
また、女性のファンのことを「左脳ちゃん」、男性のファンのことを「左脳くん」と呼ぶ。

## 学生時代から社会人
学生時代は高校までサッカーに打ち込む。高校卒業後はファッションの専門学校へ入学。専門学校で写真を撮る授業があり、講師をしていた写真家に褒められて当日カメラを購入。そこからカメラに打ち込む生活がスタート。
2ヶ月後には社会人になり、(当時20歳と思われる。)シンガーやYouTuber、俳優を撮ることが出来るようになるが、被写体の人に近づきたいから右脳くん自身に近づく人が多くなり、これが半年ほど続いた。
友達に「声眠くなるね」と言われてASMRをしたら成功するのではないかと感じ、YouTubeでASMR投稿。今に至る。

## 名前の由来
怪我をした時に、「右脳」を鍛えると良いと分かり、右脳を鍛え始めたのが始まり。